# Матчи сборной СССР по футболу 1989
| Все матчи в 1989 году |                  |     |
| Тов.                  | Болгария — СССР  | 1:2 |
| Тов.                  | Голландия — СССР | 2:0 |
| Отб. к ЧМ-90          | СССР — ГДР       | 3:0 |
| Отб. к ЧМ-90          | Турция — СССР    | 0:1 |
| Отб. к ЧМ-90          | СССР — Исландия  | 1:1 |
| Тов.                  | Польша — СССР    | 1:1 |
| Отб. к ЧМ-90          | Австрия — СССР   | 0:0 |
| Отб. к ЧМ-90          | ГДР — СССР       | 2:1 |
| Отб. к ЧМ-90          | СССР — Турция    | 2:0 |
| Итого в 1989 году     |                  |     |
| И В Н П М             |                  |     |
| 9 4 3 2 11−7          |                  |     |

Товарищеский матч
| 21 февраля, 1989 № 348 | \| Болгария \| 1 : 2 \| СССР \| \| Костадинов 22' \| Голы \| Бородюк 34' Рац 55' \| | Стадион: им. В. Левского, София Зрителей: 50 000 Судьи: Клаус Пейшель, Хаберманн Гюнтер, Карл Хаген. Ясно. 16 градусов. |
| Составы: Болгария: Вылов, Киряков, Дочев, Безински, Илиев (к), Иванов, Костадинов, Садаков (Йорданов, 65), Пенев, Балаков, (Тодоров, 61), Стоичков. Старший тренер: Борислав Ангелов. СССР: Харин (Вик. Чанов, 46), Горлукович (Беланов, 46), Алейников, О. Кузнецов, Демьяненко (к), Рац, Яремчук (Чередник, 66), Литовченко, Бородюк, Протасов, Зыгмантович (Калайчев, 70). Старший тренер: Валерий Лобановский. Предупреждения: Алейников (32), Пенев (69). |                                                                                     | |
| Болгария | 1 : 2                                                                               | СССР |
| Костадинов 22' | Голы                                                                                | Бородюк 34' Рац 55' |

Товарищеский матч
| 22 марта, 1989 № 349 | \| Нидерланды \| 2 : 0 \| СССР \| \| Ван Бастен 4' Куман 85'-п. \| Голы \| \| | Стадион: Филипс, Эйндховен Зрителей: 26 000 Судьи: Джозеф Уоррелл, Брайан Хилл, Джо Мартин. Пасмурно, дождь. 6 градусов. |
| Составы: Нидерланды: Снелдерс, Ван Тиггелен, Хофкенс, Р. Куман, Райкард, Рутьес, Ваненбург, Винтер, Ван Бастен, Гуллит (к), Хукстра (Босман, 72). Старший тренер: Тейс Либрегтс СССР: Дасаев (к), Горлукович, Зыгмантович (Чередник, 64), О. Кузнецов, Демьяненко, Рац, Алейников, Литовченко, Заваров, Протасов, Бородюк (Ю. Савичев, 64). Старший тренер: Валерий Лобановский. Предупреждение: Ван Тиггелен (56). |                                                                               | |
| Нидерланды | 2 : 0                                                                         | СССР |
| Ван Бастен 4' Куман 85'-п. | Голы                                                                          | |

Отборочный матч к ЧМ-1990
| 26 апреля, 1989 | \| СССР \| 3 : 0 \| ГДР \| \| Добровольский 3' Литовченко 20' Протасов 40' \| Голы \| \| | Стадион: Республиканский, Киев Зрителей: 100 000 Судья: Кеннет Хоуп |
| Составы: СССР: Дасаев (к), Лужный, Горлукович, О. Кузнецов, Алейников (Кульков, 81), Рац, Михайличенко, Литовченко, Заваров, Протасов, Добровольский (Ю. Савичев, 75). ГДР: Вайсфлог, Хауптман (Мерц, 74), Либерам, Траутман, Дёшнер, Шольц (Кирстен, 55), Заммер, Вош, Долль, Кёлер, Том. Предупреждения: О. Кузнецов (38); Том (12), Дёшнер (22). |                                                                                          |                                                                     |
| СССР | 3 : 0                                                                                    | ГДР                                                                 |
| Добровольский 3' Литовченко 20' Протасов 40' | Голы                                                                                     |                                                                     |

Отборочный матч к ЧМ-1990
| 10 мая, 1989 | \| Турция \| 0 : 1 \| СССР \| \| \| Голы \| Михайличенко 41' \| | Стадион: им. И. Инёню, Стамбул Зрителей: 45 000 Судья: Мишель Вотро |
| Составы: Турция: Энгин Ипекоглу, Реджеп Четин, Семих Ювакуран, Гюнейт Танман (к), Гёкхан Кескин, Юсуф Алтынташ, Угур Тютюнкер (Хасан Везир, 46'; Фейяз Учар 60'), Рыдван Дилмен, Унал Караман, Танжу Чолак, Мустафа Юкедаг. СССР: Дасаев (к), Лужный, Горлукович, О. Кузнецов, Алейников (Кеташвили, 90+1), Рац, Михайличенко, Литовченко, Заваров, Протасов (Бородюк, 88), Добровольский. Предупреждения: Мустафа (30, гр.игра), Рац (35, гр.игра). |                                                                 |                                                                     |
| Турция | 0 : 1                                                           | СССР                                                                |
| | Голы                                                            | Михайличенко 41'                                                    |

Отборочный матч к ЧМ-1990
| 31 мая, 1989 | \| СССР \| 1 : 1 \| Исландия \| \| Добровольский 65' \| Голы \| Аскельссон 86' \| | Стадион: Центральный им. В.И. Ленина, Москва Зрителей: 70 000 Судья: Тимо Келтанен |
| Составы: СССР: Дасаев (к), Лужный, Горлукович, О. Кузнецов, Алейников, Рац, Бессонов (Кеташвили, 83), Литовченко, Заваров, Протасов (Ю. Савичев, 83), Добровольский. Исландия: Сигурдссон, А.-М. Йонссон, Эдвальдссон (к), Арнторссон, С. Йонссон, Гисласон, Бергссон, О. Тордарсон, Гретарссон, Г. Торфасон (Аскельссон, 70), О. Торфасон (Кристинссон, 83). |                                                                                   |                                                                                    |
| СССР | 1 : 1                                                                             | Исландия                                                                           |
| Добровольский 65' | Голы                                                                              | Аскельссон 86'                                                                     |

Товарищеский матч
| 23 августа, 1989 | \| Польша \| 1 : 1 \| СССР \| \| Вдовчик 61' \| Голы \| Кирьяков 30' \| | Стадион: Заглембе, Любин Зрителей: 32 000 Судья: И. Бен Ицхак |
| Составы: Польша: Бако, Качмарек, Навроцки, Будка, Вдовчик, Р. Важиха, Прусик (Чаховски, 46), Циобер, К. Важиха (Сочиньски, 25), Урбан (Годлевски, 81), Козецки. СССР: Вик. Чанов (Харин, 46), Кеташвили (Канчельскис, 90), Фокин (Кирьяков, 28), Горлукович, Лужный, Кульков (Баль, 82), Зыгмантович, Родионов, Шмаров (Колыванов, 46), Черенков, Добровольский (к). |                                                                         |                                                               |
| Польша | 1 : 1                                                                   | СССР                                                          |
| Вдовчик 61' | Голы                                                                    | Кирьяков 30'                                                  |

Отборочный матч к ЧМ-1990
| 6 сентября, 1989 | \| Австрия \| 0 : 0 \| СССР \| | Стадион: Пратер-Стадион, Вена Зрителей: 60 000 Судья: Кейт Хэкетт |
| Составы: Австрия: Линденбергер, Русс, Штрайтер, Пфеффер, Вебер, Цзак, А. Огрис (Родакс, 66), Линцмайер, Польстер, Херцог (Хёртнагль, 78), Артнер. СССР: Вик. Чанов, Бессонов, Хидиятуллин, О. Кузнецов, Горлукович, Черенков (Алейников, 74), Михайличенко (к), Литовченко, Заваров, Протасов, Добровольский. Предупреждения: Заваров, Хидиятуллин. |                                |                                                                   |
| Австрия | 0 : 0                          | СССР                                                              |

Отборочный матч к ЧМ-1990
| 8 октября, 1989 | \| ГДР \| 2 : 1 \| СССР \| \| Том 81' Заммер 83' \| Голы \| Литовченко 74' \| | Стадион: им. Э. Тельмана, Карл-Маркс-штадт Зрителей: 16 000 Судья: Б. Хелен |
| Составы: ГДР: Хейне, Kpeep, Штаманн, Линднер, Дёшнер, Заммер, Штюбнер, Штайнман (Вайдеман, 88), Кирстен, Эрнст (Долль, 75), Том. СССР: Вик. Чанов, Бессонов, Хидиятуллин, О. Кузнецов, Горлукович, Алейников, Михайличенко (к), Литовченко, Заваров, Протасов, Добровольский. Предупреждения: Бессонов, О. Кузнецов. |                                                                               |                                                                             |
| ГДР | 2 : 1                                                                         | СССР                                                                        |
| Том 81' Заммер 83' | Голы                                                                          | Литовченко 74'                                                              |

Отборочный матч к ЧМ-1990
| 15 ноября, 1989 | \| СССР \| 2 : 0 \| Турция \| \| Протасов 68',79' \| Голы \| \| | Стадион: Локомотив, Симферополь Зрителей: 28 000 Судья: Дитер Паули |
| Составы: СССР: Дасаев (к), Лужный (Рац, 84), Хидиятуллин, Зыгмантович, Горлукович, Яремчук, Михайличенко, Литовченко, Заваров, Протасов, Добровольский (Черенков, 84). Турция: Энгин, Реджеп, Кемаль, Семих, К. Гёкхан, Мустафа (Метин, 46), Огюз, Хакан (Танжу Чолак, 77), Риза, Рыдван, Фейяз. Предупреждения: Лужный (30), Горлукович (77). |                                                                 |                                                                     |
| СССР | 2 : 0                                                           | Турция                                                              |
| Протасов 68',79' | Голы                                                            |                                                                     |